# Marcq-en-Barœul
Marcq-en-Barœul é uma comuna francesa situada no departamento do Norte na região dos Altos da França, fazendo parte da Metrópole de Lille.
É uma área residencial da cidade, no chamado "costado" do Norte, que tem conhecido um desenvolvimento considerável nos anos 2000. A cidade é a 26ª cidade da França que tem o maior número de pessoas responsáveis da ISF. É em Marcq-en-Barœul que o "Grand Boulevard", artéria que liga Lille a Roubaix e Tourcoing, ganha força. Uma avenida rodeada de árvores e de mansões. Seus habitantes são chamados Marcquois e Marcquoises.

## Geografia

### Local
Marcq-en-Barœul é uma cidade no norte do subúrbio de Lille, situada na borda do país de Ferrain, na Flandres romana.
É atravessada por um rio canalizado, o Marque.
O nome "Marcq" - como o do rio - significa pântano e fronteira, o que não é incompatível porque naquela época, o conceito de "fronteira" correspondia menos a uma linha arbitrária que às áreas relativamente desertas entre dois povos.
O Barœul era uma antiga região englobando Marcq-en-Barœul, Mons-en-Barœul e uma parte da atual Villeneuve-d'Ascq.

### Linhas de comunicação e de transporte

#### Estradas
Em 4 de dezembro de 1909, o Grand Boulevard foi aberto entre Lille, Roubaix e Tourcoing. Marcq-en-Barœul se situa no nó do boulevard. A comuna é também atravessada pela autoestrada A22 e a RN356.

#### Transporte público
Estando no nó do tramway de Alfred Mongy, Marcq-en-Barœul é servida por duas linhas (Roubaix e Tourcoing). O bonde pára em cinco estações da comuna sendo : Saint-Maur, Buisson, Brossolette, Clemenceau - Hipódromo e Croisé Laroche. Esta última estação faz o nó entre as duas linhas. Indo para Tourcoing, a linha T também para em Foch, Le Quesne, Cerisaie - Centre d'affaire e Château Rouge. Somente a estação Acacias é servida pela linha R, indo para Roubaix.
A comuna também é servida pelas linhas de ônibus da sociedade Transpole : linhas 50, Corolle, Liane, 91, 88, 86 e 12.

#### Transporte ferroviário
Mesmo se a comuna é atravessada pelas linhas de Fives à Mouscron (frontière) e de Lille à Fontinettes, ela não tem estação. A mais próximo é a de La Madeleine.

## Toponímia
Vindo do germânico marko, "pântano".
Marck-bij-Rijsel em flamengo.

## História
A cidade foi no início uma área pouco habitada entre os povos Atrébates e Menápios. Em seguida, após a conquista romana de Júlio César, a cidade foi colonizada como evidenciado pela descoberta de uma villa galo-romana descoberta perto do Marque (o rio que hoje se tornou o canal) em 1965. A cidade, como o resto da região, foi então invadida pelos povos germânicos.
Na Idade Média, a vila tornou-se o terreno de caça dos reis carolíngios. Em seguida a cidade se tornou um centro em que a burguesia se estabeleceu e deteve sob o poder local por algum tempo com a ajuda do sufrágio censitário ou ainda sob o Consulado e o Império. A Revolução e os eventos que se seguiram ou mesmo a guerra de 1870 não tiveram incidência sobre a vida da comuna de cerca de 2 700 habitantes.
A guarnição de Menin queimou a maior parte das casas desta vila em 1580. Em 1667, Luís XIV ficou em Marcq, no castelo dito la Tour-de-Marcq. La Bonne-Maison des Ladres foi um hospital que deu grandes serviços no século XIII ; em 1239, Walterus, bispo de Tournai, fez um regulamento que prevê que os irmãos e irmãs desta casa teriam de permanecer separados um do outro, e que os irmãos teriam o cuidado dos homens enfermos, e as irmãs das mulheres e meninas, o que foi aprovado pela Condessa Jeanne. Os bens desta casa passaram, por decreto do Conselho de 4 de julho de 1698, ao hospital Saint-Sauveur, de Lille, para indenizar as perdas que esta instituição tinha sofrido.
Jacques Legroux foi pároco de Marcq de 1730 a 1734 ; ele é o autor de várias obras, dos quais apenas só uma foi impressa sob o seguinte título : Summa statutorum Synodalium cumprœvia sinopsi vitœ episeoporum Tornacensium. Pode se ver seu epitáfio na capela à esquerda da igreja de Marcq-en-Barœul.
As guerras mundiais vão enfraquecer como as outras cidades da região, mas graças à indústria, a cidade na saída da guerra ou durante o período entre as duas guerras viu sua economia e sua população explodir para estagnar desde a década de 1970. Por exemplo, a construção de infraestruturas como o hipódromo de Croisé-Laroche em 1931.
É em Marcq-en-Barœul que a chocolateria Delespaul-Havez fabricou o primeiro Carambar em 1954.

## Geminação
- Gladbeck (Alemanha)
- Ealing (Inglaterra)
- Poggibonsi (Itália)
- Kuurne (Bélgica)

## Economia

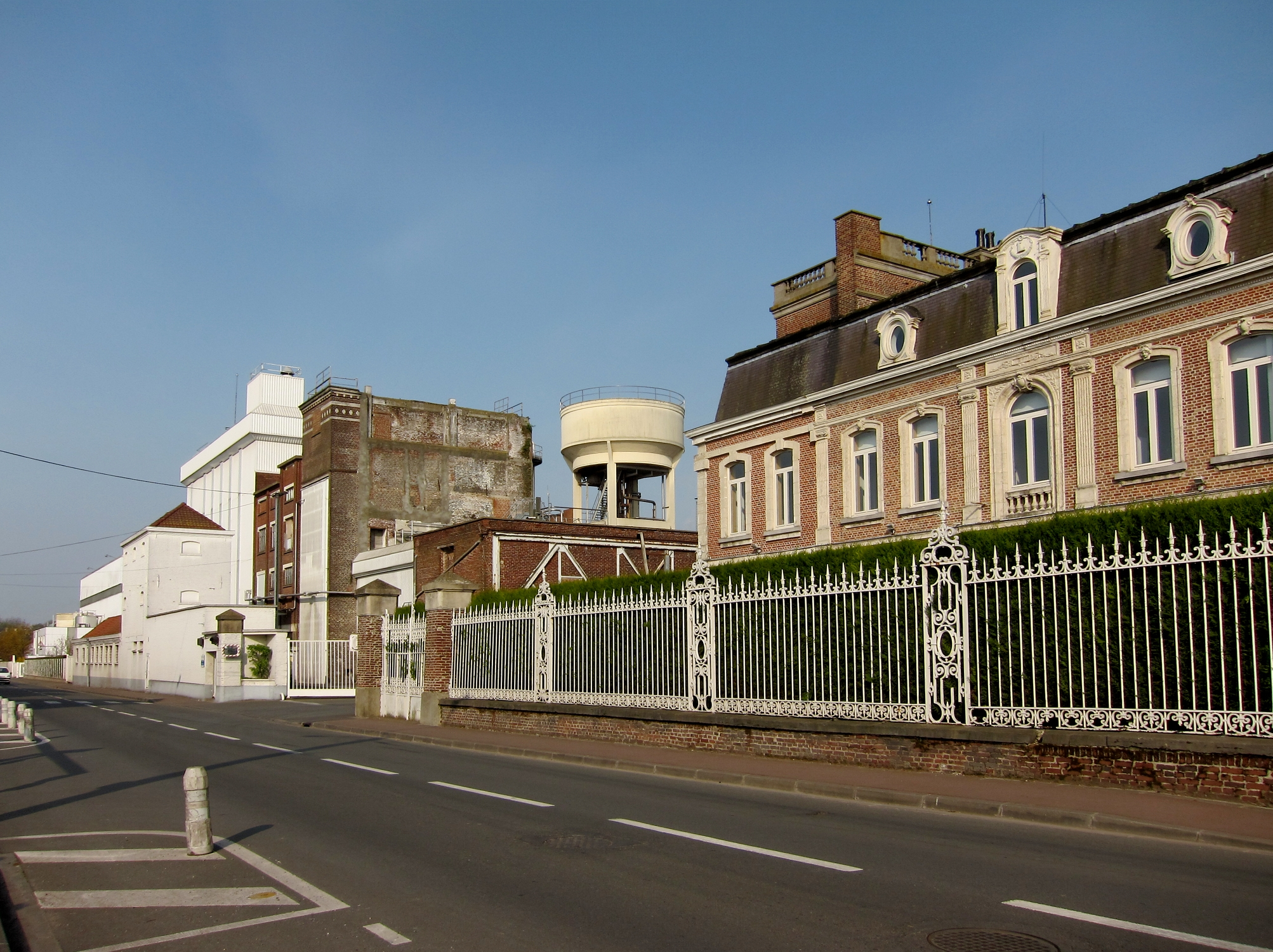
A fábrica Lesaffre.

No coração da Metrópole de Lille, Marcq-en-Barœul é parte da "coroa norte" da Comunidade urbana de Lille Métropole, que reúne mais de 1 500 unidades econômicas (incluindo 500 comércios e serviços). 80 % deles fazem parte do setor terciário com a comunicação, os bancos, a informática, as profissões liberais, as NTIC...
Há também grandes grupos industriais do setor alimentar como o Grupo Lesaffre (o líder mundial em levedura), Eurocandy (fabricante do Carambar), Groupe Holder (Paul, Ladurée...) ou ainda a Union Biscuits, eles tornar a cidade mais bem conhecida, como são as fábricas e escritórios de outras marcas, como Kiloutou, Promod, KPMG, Alcatel, Cap Gemini, Altima, Transpole, Franfinance, CGI-CGL...
Em 2009, L'olivier - assurance auto abriu o seu primeiro centro de atendimento.
Estas infraestruturas estão distribuídas nas áreas industriais seguintes :
Domaine du Buisson, Espace République, Parc de la Campagnerie, Parc d'Affaires du Château Rouge, Parc du Cheval Blanc, Parc Europe, Parc des Rouges Barres, Parc de la Marque, Parc d’entreprises de la Pilaterie.
A cidade é a 3ª comuna da região de Lille onde a taxa de imposto é a mais alto atrás de Croix (Nord) e Bondues.

## Cultura e patrimônio

### Lugares e monumentos
- A igreja Saint-Vincent, do século XVI, inscrita no inventário dos monumentos históricos em 1987[5]. Ela contém duas pinturas do Pharaon de Winter de 1881 (Les saintes femmes au tombeau et L'adoration des bergers).
- A capela do Collège de Marcq, realizada pelo arquiteto Charles Leroy (exceto o campanário).
- A capela octogonal, rue du Lazaro, classificada como monumento histórico em 1951[6].
- Casa Art-Déco Jules Notelaers, 21 avenue Foch, realizada em 1933 pelo arquiteto belga R. Vandenheede, inscrita no inventário dos monumentos históricos em 1995[7].
- O patrimônio ferroviário do antigo depósito de bonde de Transpole, onde várias máquinas são classificadas monumento histórico.

### Personalidades ligadas à comuna
- Jean-Jacques Fockedey (1758-1853), político,  membro da Convenção.
- Charles Leroy (1816-1879), arquiteto neogótico.
- Charles de Gaulle (escritor) (1837-1880), escritor, defensor da língua bretã e do celtismo. Ele é o tio do general de Gaulle que porta o mesmo prenome que ele.
- Philippe Noiret (1930-2006), ator, recebeu dois César de melhor ator.